# Напрудное (Тверская область)
Напрудное — деревня в Калининском районе Тверской области. Относится к Никулинскому сельскому поселению.
Расположена южнее Твери, в 1,5 км к югу от деревни Лебедево, на Волоколамском шоссе. К северу — бывшая узкоколейная железная дорога Емельяновского торфопредприятия. Рядом деревня Мозжарино.
В 1997 году — 13 хозяйств, 23 жителя.